# Сыга II
Сыга II — деревня в Кезском районе Удмуртской республики.

## География
Находится в северо-восточной части Удмуртии на расстоянии приблизительно 7 км на запад по прямой от районного центра поселка Кез.

## История
Известна с 1717 года как починок Сыгинской с 9 дворами, в 1719 уже деревня Сыгинская, в 1873 году (Сыгинская или Дологурт, Шор-гурт и Язгурт) 77 дворов. В 1905 году (уже Сыга 2-я или Шоргурт) учтено 33 двора, в 1924 — 44. До 2021 года входила в состав Сосновоборского сельского поселения.

## Население
Постоянное население составляло 20 человек (1717 год), 217 (1764, удмурты), 692 (1873), 311 (1905), 276 (1924), 215 человек в 2002 году (удмурты 87 %), 117 в 2012.